# Coelioxys grindeliae
Coelioxys grindeliae là một loài Hymenoptera trong họ Megachilidae. Loài này được Cockerell mô tả khoa học năm 1900.